# Aarmarahu
Aarmarahu ist eine unbewohnte Insel, 4,3 Kilometer von der größten estnischen Insel Saaremaa entfernt. Die Insel liegt in der Landgemeinde Saaremaa im Kreis Saare. Sie gehört zum Nationalpark Vilsandi.
Siiapank ist 170 Meter lang und 90 Meter breit.